# 1998 WN1
1998 WN1 är en asteroid i huvudbältet som upptäcktes 18 november 1998 av den japanska astronomen Takao Kobayashi vid Ōizumi-observatoriet.
Asteroiden har en diameter på ungefär 3 kilometer.